# 尼奧薩科查山
10°28′49″S 75°56′33″W / 10.48028°S 75.94250°W
尼奧薩科查山（Ñausacocha），是秘魯的山峰，位於該國中部帕斯科大區，由帕斯科省的蒂克拉卡揚區負責管轄，屬於瓦古倫喬山脈的一部分，海拔高度5,152米。